# Йоганнисберг

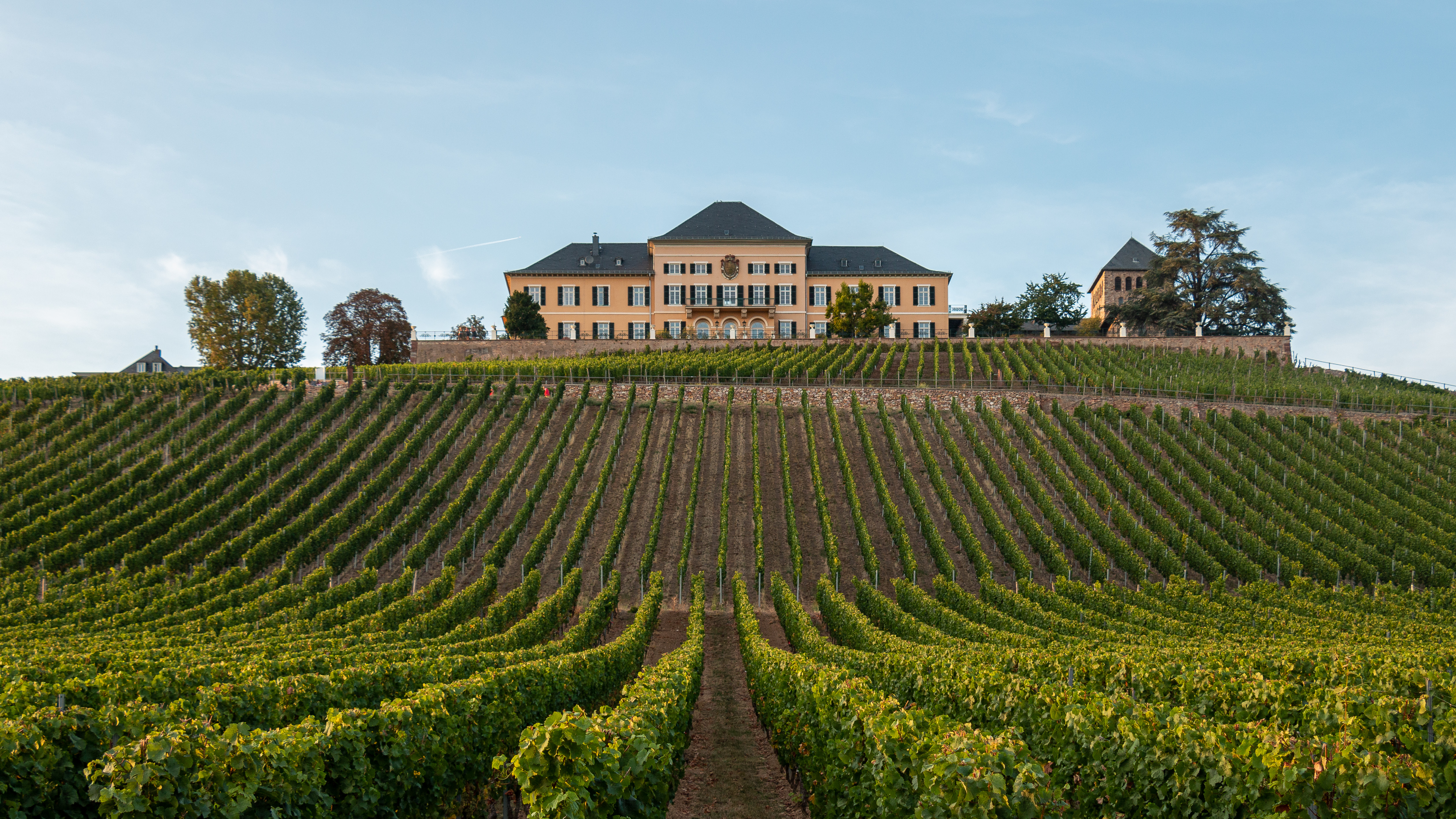
Княжеская резиденция на фоне виноградников

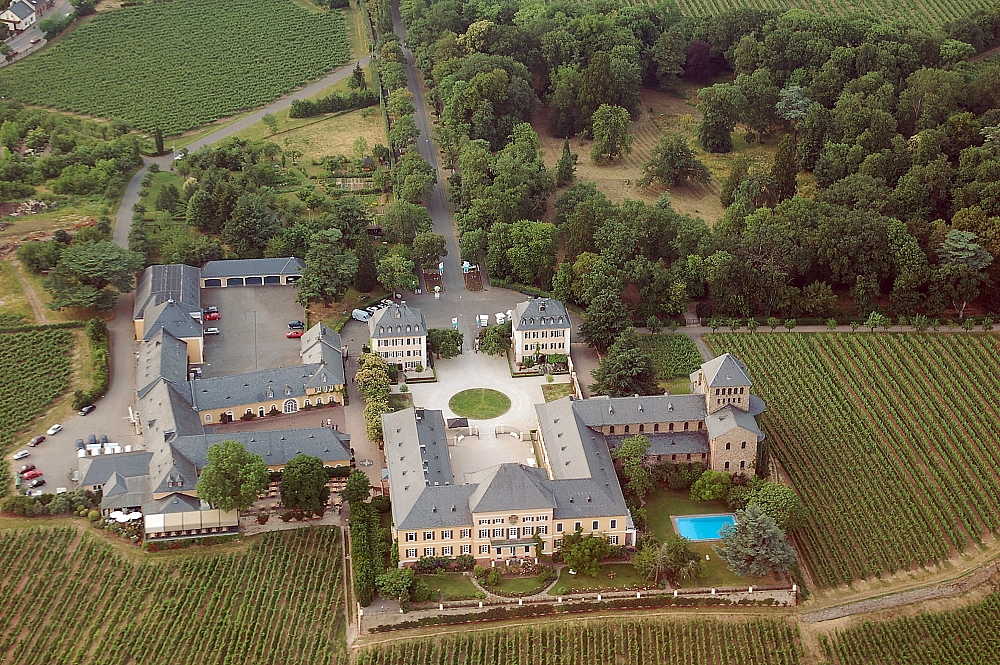
Йоганнисберг с высоты птичьего полёта

Йоганнисберг (Йоханнесберг, нем. Schloss Johannisberg) — усадьба и винодельческое хозяйство в одноимённой деревне на холме Бишофсберг («епископском»), на северном берегу Рейна (район Рейнгау), ровно на 50-й параллели. Ныне это территория города Гайзенхайм, расположенного к западу от Висбадена. До центра немецкого виноделия Рюдесхайма отсюда менее 4 км. Вокруг резиденции расстилаются старейшие виноградники сорта рислинг.
Замок занимает место средневекового бенедиктинского монастыря, разрушенного во время Реформации. Рейнгау славится своими винодельческими традициями. Особенно ценятся здешние вина позднего урожая: первое вино категории Spätlese было выпущено в 1775 году, категории Auslese — в 1787 году, первый айсвайн — в 1858 году.
Ныне существующая резиденция заложена в 1716 году князем-епископом Фульды из рода Шёнборнов в 1250 метрах к северу от Рейна. В 1720 году епископ распорядился высадить лозы рислинга, многие из которых сохранились и продолжают плодоносить. После наполеоновских войн приобретена австрийским канцлером Меттернихом, который продолжал заботиться о качестве местных вин. Гейне писал: «Мой Бог! Если бы во мне было столько веры, чтобы двигать горами, Иоганнисберг был бы той горою, которую я заставил бы всюду следовать за собой». Именно «янтарный иоганисберг» подают на фешенебельном трансатлантическом лайнере в хрестоматийном бунинском рассказе «Господин из Сан-Франциско» (1915).
Йоганнисберг был уничтожен в 1942 году во время бомбардировок Майнца авиацией союзников. После войны восстановлен последним князем Меттернихом и его женой Татьяной. Супруги Меттерних заново выстроили базилику, которая используется для проведения музыкального фестиваля.
Нынешние владельцы (потомки Августа Эткера) позиционируют Йоганнисберг как оплот традиционного виноделия с 900-летней историей.  Ныне это один из главных объектов винного туризма на территории Германии, где вниманию посетителей предлагаются экскурсии с дегустациями, винный бар, магазин, а также посещение винных погребов.
Принятая в Йоганнисберге система цветовой маркировки вин была в 1971 году распространена на всю территорию ФРГ. На степень зрелости винограда указывает цвет кольца вокруг горлышка бутылки йоганнисбергского вина:
- жёлтый — Qualitätswein,
- красный — Kabinett,
- зелёный — Spätlese,
- серебристый — Erstes Gewächs,
- розовый — Auslese,
- розово-золотистый — Beerenauslese,
- золотистый — Trockenbeerenauslese,
- голубой — ледяное вино.